# レナード衛藤
レナード衛藤（Leonard Eto、1963年 - ）は日本で活躍する和太鼓奏者。

## 略歴
米国ニューヨーク生まれ。
1984から1992年まで和太鼓集団鼓童に参加し、その後独立。ボン・ジョヴィやボブ・ディランなどと共演している。またメルセデス・ベンツやadidasのCMに楽曲が使用されている。2007年には、自身がプロデュースするレーベル「クラブ・レオ・ミュージック」を立ち上げた。
父は箏曲家の衛藤公雄。兄はパーカショニストのスティーヴ エトウ。

## ディスコグラフィー

### アルバム
- LEO(1999年、イーストワークスエンターテインメント)
  - LEO+1(2003年、nowgomix Records) - 曲目を追加して再発された版。
- Duets(2002年、nowgomix Records)
- Blend(2005年、nowgomix Records)
- OCEAN(2006年、nowgomix Records)
- 蒼い月(2007年、Club Leo Music)
- Blendrums(2007年、Club Leo Music)

### ベストアルバム
- GRATITUDE(2008年、Club Leo Music)

### コラボレーション
- ALIVE! in Tenkawa (2001年、ブーガルー)
  - スティーヴ・エトウとの共作。ライブアルバム。
- ALIVE!II in YOKOHAMA (2010年)
  - スティーヴ エトウとの共作第二弾。ライブアルバム。

## TV出演
- 熱中ホビー百科「エンジョイ プレイング ザ・太鼓」（NHK、1997年）